# 1779 Paraná
1779 Paraná eller 1950 LZ är en asteroid i huvudbältet som upptäcktes den 15 juni 1950 av den argentinske astronomen Miguel Itzigsohn vid La Plata-observatoriet. Den har fått sitt namn efter Paranáfloden i Sydamerika.
Asteroiden har en diameter på ungefär 4 kilometer.